# عبدالله اسفندیاری
عبدالله اسفندیاری (متولد ۶ بهمن ۱۳۳۲ در شمیران) یک بازیگر، تهیه‌کننده و فیلمنامه‌نویس ایرانی است. وی دارای مدرک جامعه‌شناسی از دانشگاه تهران است و تا کنون سمت‌ها و مسئولیت‌های مختلفی در حوزهٔ فیلم و سینمای ایران بر عهده داشته‌است.
در بهمن ماه ۱۳۹۲ حسین فرح بخش از تهیه‌کنندگان سینما خطاب به عبدالله اسفندیاری پیرامون صحبت‌هایش دربارهٔ شورای عالی تهیه‌کنندگان نامه‌ای اعتراضی نوشت.

## مسئولیت‌ها
- مدیریت گروه فیلم و سریال (۱۳۵۸)
- مسوول آموزش آموزگاران منطقه یک و سه تهران (۱۳۵۸)
- مدیر گروه فیلم و سریال و تئاتر شبکه اول سیما، معاونت فرهنگی بنیاد سینمایی فارابی و عضو شوراهای ارشاد (۱۳۶۲–۱۳۷۱)
- عضو هیئت مدیره منصوب خانه سینما (۱۳۶۷–۱۳۷۲)
- معاونت طرح و برنامه (۱۳۷۳–۱۳۷۶)
- مسوول حوزه «معناگرا» در بنیاد سینمایی فارابی (۱۳۸۳)

## مشاور کارگردان
- باد و شقایق (۱۳۷۶)
- مأموریت آقای شادی (۱۳۷۱)

## فیلمنامه‌نویس
- ضربه طوفان (۱۳۷۲)
- خانه‌ای مثل شهر (۱۳۶۶)

## بازیگر
- آب و آتش (۱۳۷۹)
- کیف انگلیسی (۱۳۷۸)
- باد و شقایق (۱۳۷۶)
- روز واقعه (۱۳۷۳)
- دست نوشته‌ها (۱۳۶۵)
- ابوعلی سینا (۱۳۶۴)
- زیر باران (۱۳۶۳)

## تهیه‌کننده
- نرگس مست
- خواب لیلا (۱۳۸۶)
- ستاره‌ها ۱: ستاره می‌شود (۱۳۸۴)
- ستاره‌ها ۳: ستاره بود (۱۳۸۴)
- شکلات (۱۳۸۲)
- پسران مهتاب (ارتشی در تاریکی) (۱۳۸۱)
- دخیل (۱۳۸۰)
- لژیون (۱۳۷۷)

## مجری طرح
- ستاره‌های سربی (۱۳۸۱)
- لژیون (۱۳۷۷)